# Pfarrkirche Persenbeug

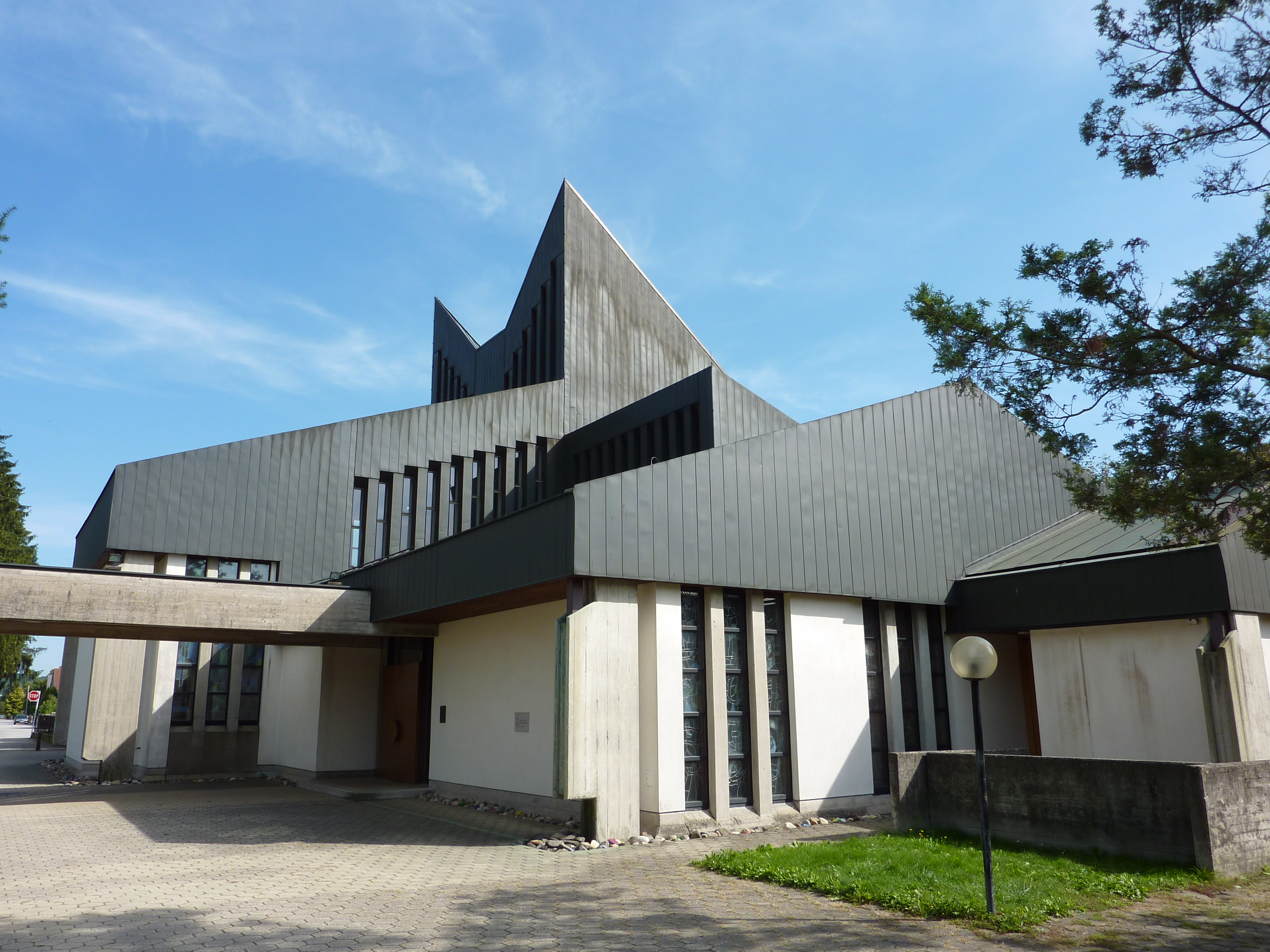
Katholische Pfarrkirche Maria Königin aller Heiligen in Persenbeug

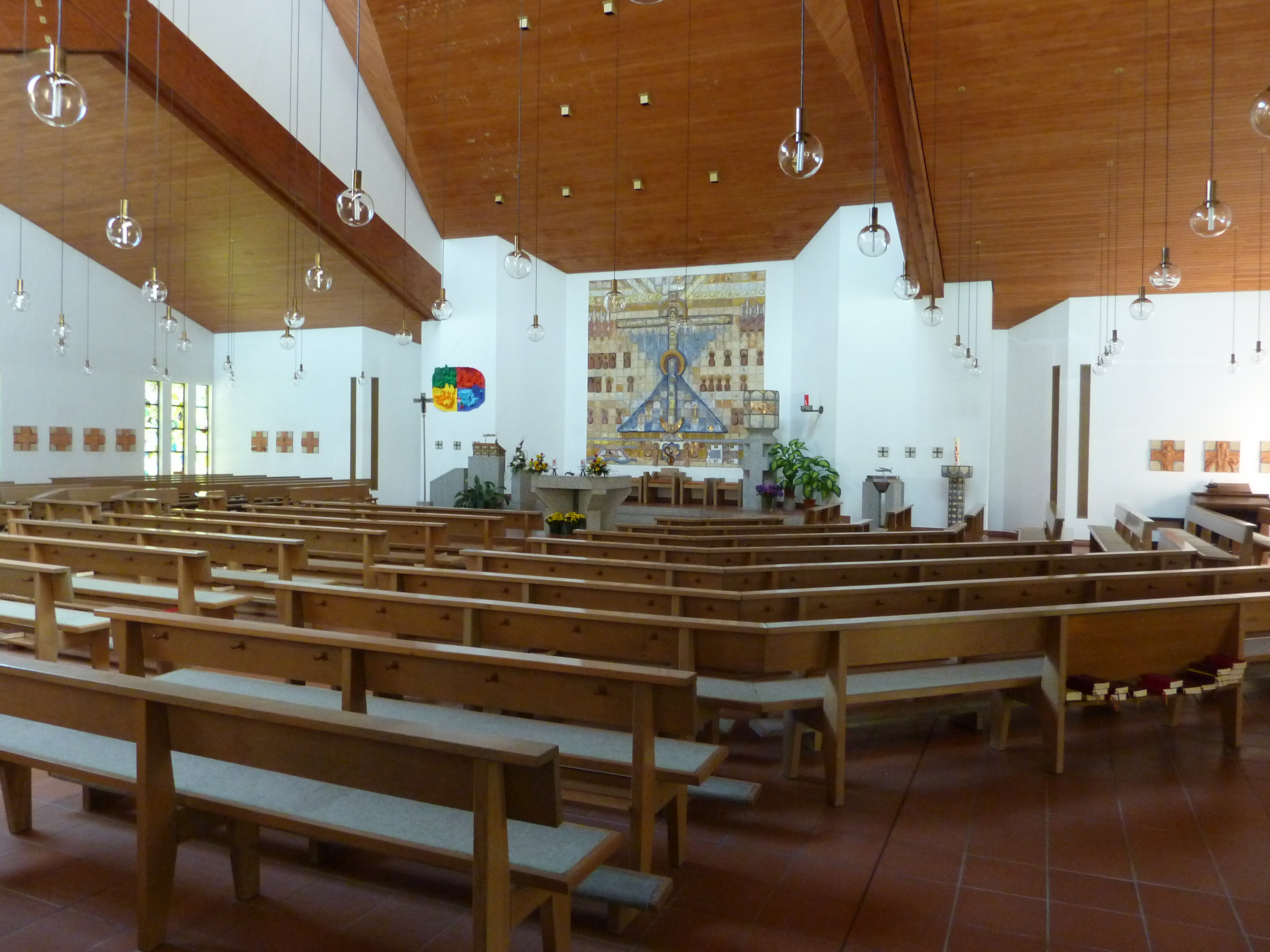
Im Zentralraum zum Altarbereich

Die Pfarrkirche Persenbeug steht im Osten des Ortes Persenbeug in der Marktgemeinde Persenbeug-Gottsdorf im Bezirk Melk in Niederösterreich. Die auf das Fest Maria, Königin aller Heiligen (Regina sanctorum omnium, 31. Mai) geweihte römisch-katholische Pfarrkirche gehört zum Dekanat Maria Taferl in der Diözese St. Pölten. Das Kirchengebäude steht seit 2022 unter Denkmalschutz (Listeneintrag).

## Geschichte
Die Kirche wurde nach den Plänen des Architekten Josef Patzelt erbaut und 1985 geweiht. Der Neubau löste die nunmehrige Marktkapelle Persenbeug als Pfarrkirche ab.

## Architektur
Der Saalbau über der Form eines griechischen Kreuzes hat dreibahnige bis zum Boden reichende Fenster und ein hohes Dach über Eckstützen. Der freistehende Glockenturm steht im Westen.
Das Kircheninnere zeigt sich mit einem freiliegenden Dachstuhl.

## Ausstattung
Die Ausstattung mit Glasgemälden, Apsismosaik und die Kreuzwegstationen schuf der Maler Robert Herfert.

## Ehemalige Pfarrkirche

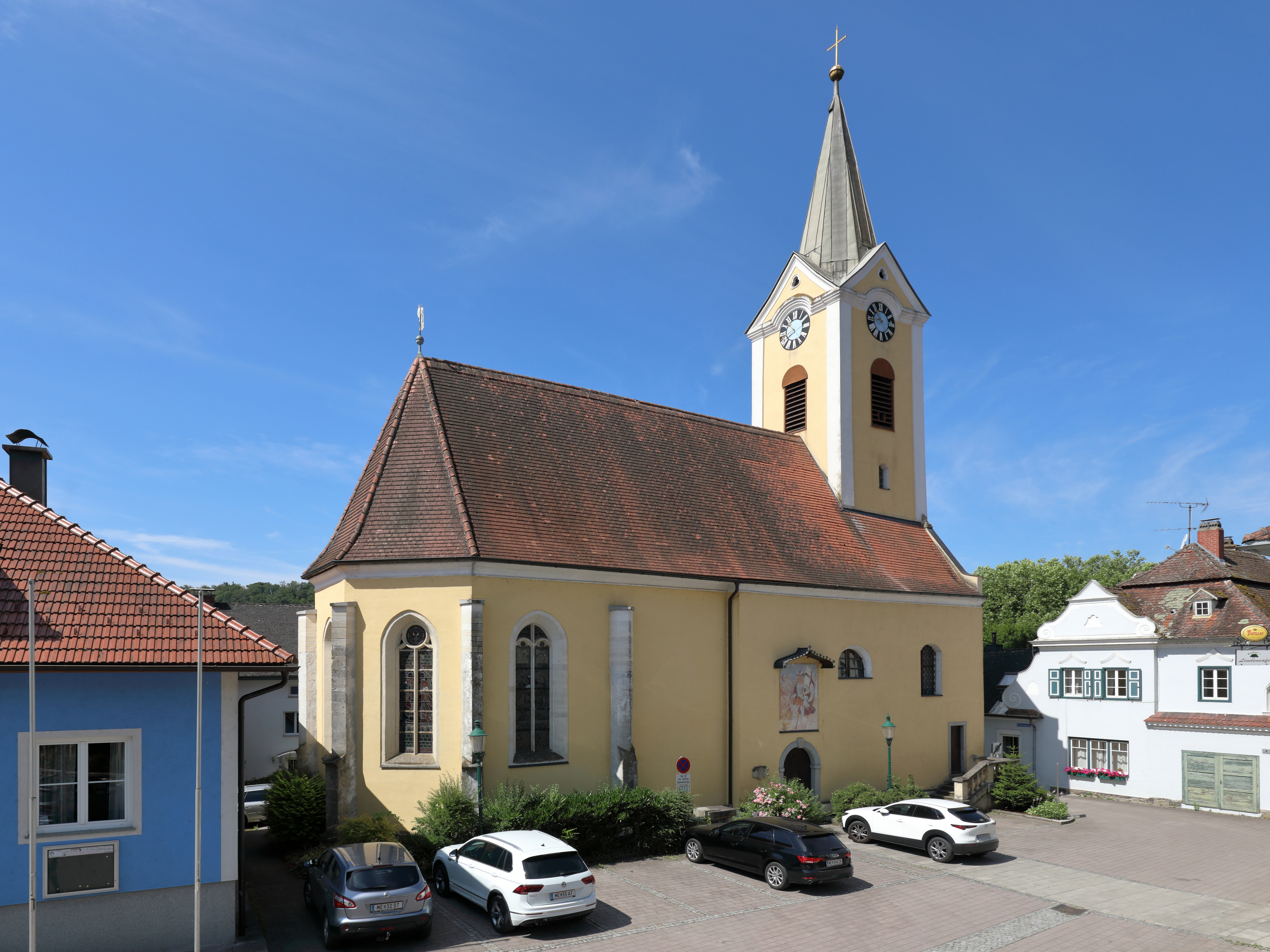
Ehemalige Pfarrkirche und jetzige Marktkapelle bzw. Florianikapelle

Die ehemalige Pfarrkirche von Persenbeug ist den Heiligen Florian und Maximilian geweiht. Im Zuge der josephinischen Reformen wurde die Kirche 1783 zu einer Pfarrkirche erhoben. Nach dem Bau der neuen Pfarrkirche und deren Einweihung 1985 wird die alte Pfarrkirche, ein kleiner spätgotische Bau mit eingestelltem Westturm, als „Marktkapelle“ bzw. „Florianikapelle“ bezeichnet. Der Chor und die Sakristei wurden um 1500 errichtet und das kurze Langhaus um 1537.